# Epsilon Eridani

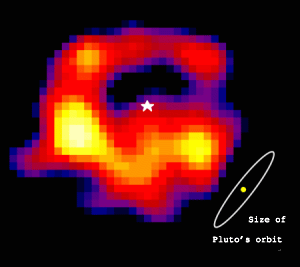
Stofschil rond Epsilon Eridani (James Clerk Maxwell Telescope)

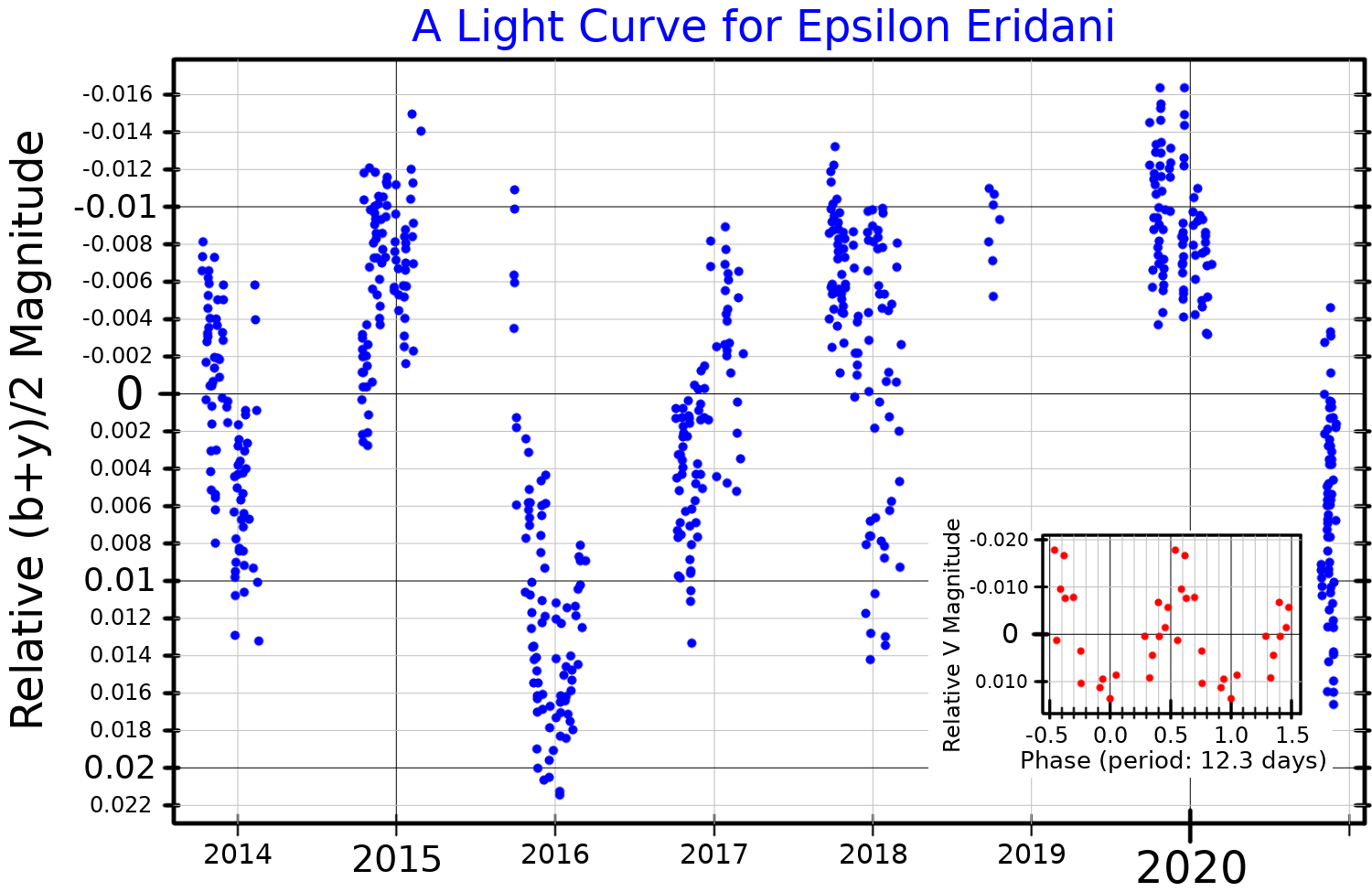
Lichtkromme van Epsilon Eridani

Epsilon Eridani is een ster in het sterrenbeeld Eridanus (Rivier Eridanus).
Epsilon Eridani is enigszins zon-achtig (een type K hoofdreeksster), maar wordt niet gezien als grote kandidaat voor het bestaan van leven zoals op Aarde, vooral niet omdat het een relatief jonge ster is (500 miljoen tot 1 miljard jaar oud). Epsilon Eridani is met het blote oog zichtbaar.
De massa wordt geschat op 85% van de zonnemassa, de diameter op 84%, de lichtsterkte op 28%. De rotatiesnelheid is eens per 11 dagen (de zon eens per 27 dagen). Het spectrum is sterk variabel.

## Planeten
In 1988 werd een stofring om de ster ontdekt, met de grootste massa tussen 35 en 75 A.E.. In 2000 werd een Jupiter-achtige planeet ontdekt, genaamd Epsilon Eridani b. De planeet cirkelt in 6,8 jaar om de ster, in een elliptische baan op een afstand tussen 1,3 en 5,3 A.E.. Er wordt gehoopt dat de Hubble ruimtetelescoop in staat is om de planeet direct te fotograferen. Om verschillende redenen wordt er de aanwezigheid van een tweede, kleinere (van 30 aardmassa's) planeet (Epsilon Eridani c) verondersteld, die in een grotere baan (40 A.E.) om de ster cirkelt. De situatie in het stelsel is in overeenkomst met de ideeën over het ontstaan van een zonnestelsel.
Er is en wordt wel gespeculeerd over het bestaan van leven in het stelsel van Epsilon Eridani. Het stelsel werd al in 1960 onderzocht in het OZMA project. De bewoonbare zone bevindt zich tussen 0,4 en 0,6 A.E. om de ster. Op die afstand lijkt de stofring niet aanwezig, en is er plaats voor een Aarde-achtige planeet.